# Экономико-географическое положение
Экономико-географическое положение (ЭГП) — вид географического положения, определяемый как «совокупность пространственных отношений предприятий, населённых пунктов, ареалов, районов, отдельных стран и их групп к внешним объектам, имеющим для них экономическое значение». Или отношение объекта (города, района, страны) к вне его лежащим данностям, имеющим то или иное экономическое значение, - все равно, будут ли эти объекты природного порядка или созданные в процессе истории (по Н.Н.Баранскому). Другими словами, ЭГП — это положение в экономическом пространстве, которое определяется по отношению и к природным элементам окружающей среды, и к созданным человеком элементам искусственной среды, и к размещению самого населения.
Значительный вклад в развитие отечественной концепции ЭГП внесли И.М. Маергойз, Ю.Г. Саушкин, Я.Г. Машбиц, Е.Е. Лейзерович и другие ученые.
Анализ ЭГП проводится по следующим его компонентам:[MJK;M[]
- транспортно-географическое
- промышленно-географическое
- агро-географическое
- рыночное
- демографическое
- рекреационно-географическое.

В некоторых исследованиях также выделяется инновационно-географическое положение, которое определяет положение объекта к центрам создания и распространения новых технологий.
Выделяют следующие типы ЭГП:
- центральное;
- периферийное;
- пограничное;
- транзитное;
- приморское;
- глубинное.

## План характеристики ЭГП
В школьном курсе географии описание ЭГП обычно идёт по плану следующего типа:
1. Положение по отношению к соседним географическим объектам (странам, районам, городам)
2. Положение по отношению к главным сухопутным и морским транспортным путям.
3. Положение по отношению к главным топливно-сырьевым базам, промышленным и сельскохозяйственным районам.
4. Положение по отношению к главным центрам сбыта продукции.
5. Изменение ЭГП во времени.
6. Общий вывод о влиянии ЭГП на развитие и размещение хозяйства страны (региона).

## Проблемы применения
Одной из проблем применения концепции в прикладных исследованиях, в том числе эконометрических оценках, является недостаточная формализация понятия, ограниченная возможность построения динамических оценок для всех регионов, городов. Имеющиеся подходы преимущественно основаны на использовании принципов гравитационных моделей: чем ближе исследуемый объект к крупному рынку, тем выгоднее его ЭГП.